# اشمیتز کارگوبول

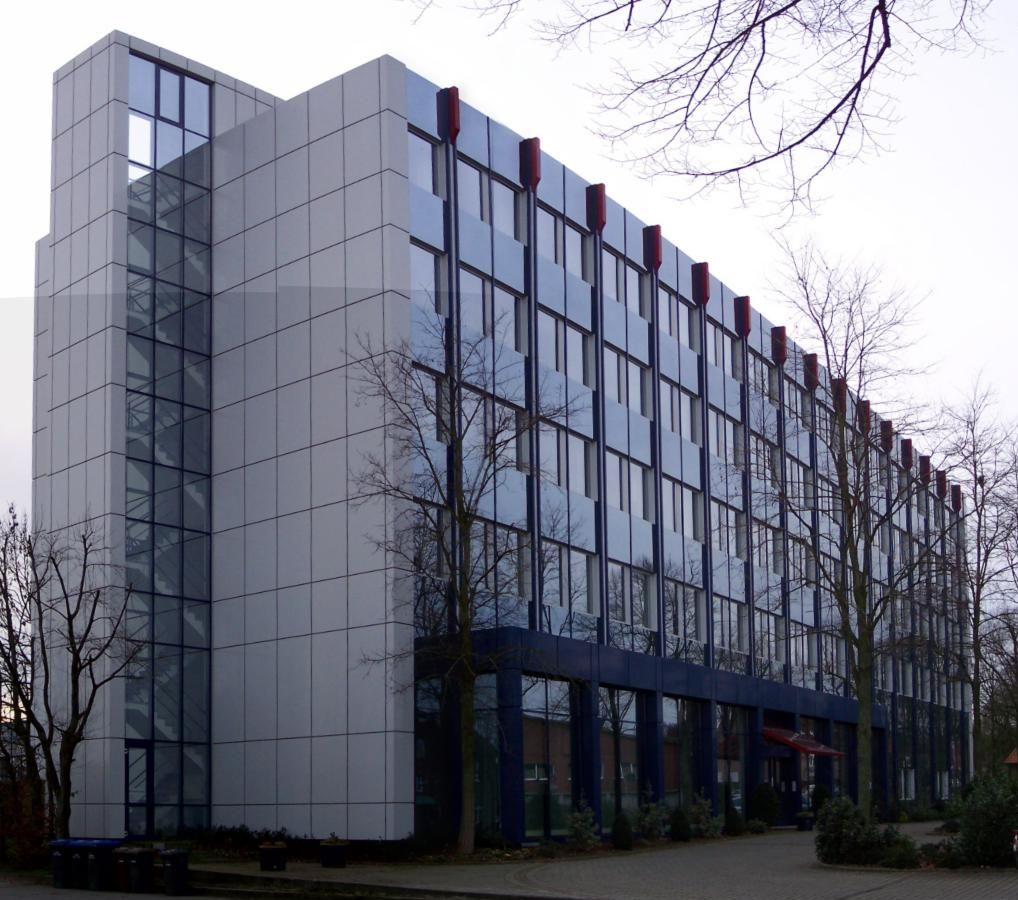
ساختمان مرکزی اشمیتز کارگوبول

اشمیتز کارگوبول (انگلیسی: Schmitz Cargobull) شرکت خودروسازی آلمانی است، که در سال ۱۸۹۲ تأسیس شد.